# Паранам

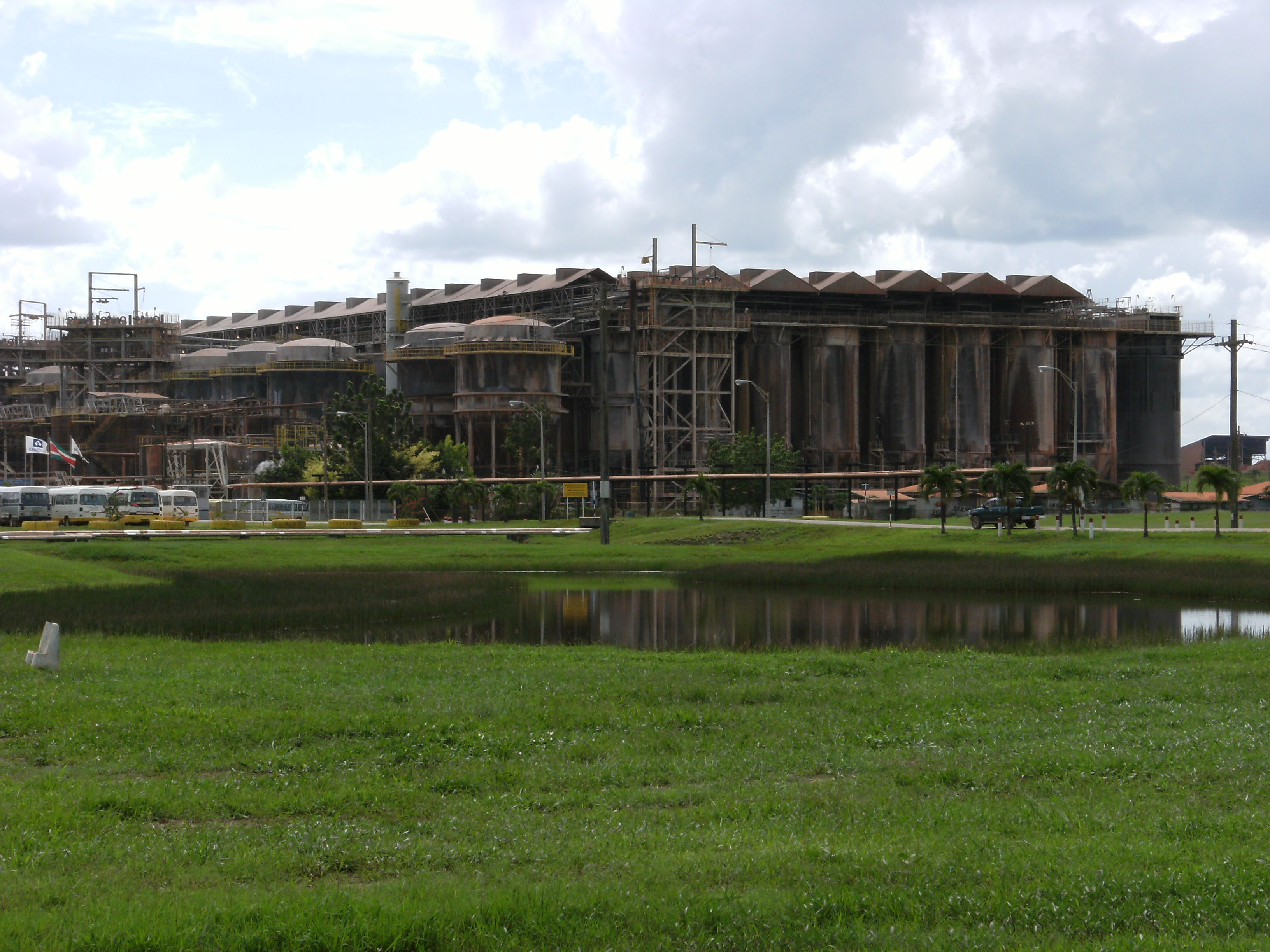
Алюмінієвий завод в Паранамі

Паранам (нід. Paranam, сур. Paranam) — місто на північному сході Суринаму, розташоване в прибережній зоні округу Пара. За статистичними даними на 1977 рік населення становить 1800 чол. Місто є промисловим центром республіки.

## Історія
Місто було побудоване в 1938 році, після того як в окрузі Пара були виявлені поклади бокситів. Під час другої світової війни для охорони суринамських рудників від вторгнення з Французької Гвіани з США були перекинуті 2000 американських солдатів та 73 танки. Надалі охорона рудників була перекладена на сили поліції Суринаму та Колоніальних військ Нідерландів . Паранамська шахта почала свою діяльність у 1941 році.
У 60-х роках в Паранамі був побудований алюмінієвий завод, обсяг виробництва якого становив 1,7 млн тон на рік .
3 січня 2017 року власники заводу оголосили про його закриття .

## Опис
Місто Паранам знаходиться на злитті річок Пара і Суринам. Глибина річки Суринам тут така велика, що дозволяє заходити в порт океанським суднам.
У місті є багатоквартирні будинки, магазини роздрібної торгівлі, спортивні споруди (в тому числі басейн) та лікарня. Для забезпечення алюмінієвого заводу електрикою від ГЕС в Брокопондо прокладена 70 кілометрова високовольтна лінія електропередач.